# ɹ
Cette page contient des caractères spéciaux ou non latins. S’ils s’affichent mal (▯, ?, etc.), consultez la page d’aide Unicode.
ɹ (uniquement en minuscule), appelé r culbuté, est une lettre additionnelle de l’alphabet latin qui est utilisée dans l'alphabet phonétique international pour représenter une consonne spirante alvéolaire voisée. Elle est composée d’un r tourné à 180°,.

## Utilisation
Le r culbuté ‹ ɹ › est utilisé avec une majuscule comme r gutturale dans une version de l’alphabet phonotypique d’Isaac Pitman en mai 1852 ou dans l’alphabet phonétique général qui en est dérivé par Charles Bagot Cayley en octobre 1858.
Le r culbuté ‹ ɹ › et son italique ‹ ɹ › sont utilisés dans le Palaeotype de 1869 d’Alexander John Ellis pour transcrire respectivement les voyelles rhotiques et les voyelles rhotiques palatalisées.
Le r culbuté est utilisé dans un cours d’anglais en danois par Hans Ross en 1875.
Dans l’alphabet phonétique international, r culbuté ‹ ɹ › est un symbole utilisé pour représenter une consonne spirante alvéolaire voisée.
Junius Henderson et John Peabody Harrington (en), ainsi que Wilfred William Robbins, John Peabody Harrington et Barbara Freire-Marreco utilisent le r culbuté ‹ ɹ › dans la transcription du tewa dans des ouvrages ethnobotaniques et ethnozoologiques publiés en 1914 et 1916.
En purépecha au Mexique, le r culbuté ‹ ɹ › a été utilisé dans l’alphabet tarasque utilisé dans le programme d’alphabetisation débuté en 1939.

## Représentations informatiques
Le r culbuté peut être représenté avec les caractères Unicode (Alphabet phonétique international) suivants :
| formes    | représentations | chaînes de caractères | points de code | descriptions                            |
| --------- | --------------- | --------------------- | -------------- | --------------------------------------- |
| minuscule | ɹ               | ɹ                     | U+0279         | lettre minuscule latine r culbuté       |
| exposant  | ʴ               | ʴ                     | U+02B4         | lettre modificative minuscule r culbuté |